# Женске студије
Женске студије представљају универзитетски програм дводимензионалног карактера. Са једне стране, женске студије су студије о жени, интердисциплинарно, критичко и интелектуално проучавање одсуства жене кроз историју, као и проучавање друштвеног односа полова. Са друге стране, то су и студије за жене у којима је, поред педагошке, наглашена и еманципаторска, активистичка димензија.
Женске студије су уско повезане са ширим пољем студија рода.

## Историјат
Женске студије представљају академски наставак женског покрета насталог '60-их година 20. века у Сједињеним Америчким Државама. Женски покрет током овог периода (познат и под називом други талас феминизма) био је део широког спектра тадашњих друштвених покрета, попут мировних, антинуклеарних, антиратних, покрета за борбу права Афро-Американаца и других.